# کهورکان
کهورکان، روستایی از توابع بخش مرکزی شهرستان نیک‌شهر در استان سیستان و بلوچستان ایران است.

## نام
اسم روستا از اسم درخت کهیر (کهور) گرفته شده وکان یعنی محل. به این ترتیب کهورکان یعنی جاهی که درخت کهیر (کهور) زیاد دارد ومردم روستا اسم درخت کهیر می‌گویند واسم روستا را کهیرکان ولی در نوشته‌های رسمی اسم کهورکان بکاربرده می‌شود.

## موقعیت
این روستا درگذشته درمسیر ایرانشهر به نیکشهر بوده ولی در حال حاضر به دلیل بستن سد خیراباد این روستا بن‌بست است وسد خیرآباد نیکشهر در شمال شرقی درفاصله سه کیلومتری روستا قراردارد. درگذشته روستای دارای یک دهنه قنات بوده با آب زیاد که مردم کشاورزی (خرما ومرکبات وبرنج) می‌کردند ولی الان سدباعث تخریب قنات شده و آب کشاورزی ازآب سدتامین می‌شود.
درپایین دست روستا روستاهای زیبای زهک بالا وپایین وتهرک (دنسر، دن کهورکان) درفاصله کم قراردارند

## عکس
https://upload.wikimedia.org/wikipedia/commons/0/07/کهورکان.jpg
%D8%A7%D9%86.jpg
https://commons.wikimedia.org/wiki/File:روستای_کهورکان.jpg
https://commons.wikimedia.org/wiki/File:بامرام_های_کهورکان.jpg
https://commons.wikimedia.org/wiki/File:رودخانه_کهورکان.jpg
https://commons.wikimedia.org/wiki/File:سیل_کهورکان.jpg
https://commons.wikimedia.org/wiki/File:امان_الله_کهورکان.jpg
```
شمال شهرستان نیکشهر
```